# 1451 Grano
Grano (asteróide 1451) é um asteróide da cintura principal, a 1,9435279 UA. Possui uma excentricidade de 0,1177465 e um período orbital de 1 194,21 dias (3,27 anos).
Grano tem uma velocidade orbital média de 20,06753552 km/s e uma inclinação de 5,11042º.
Esse asteróide foi descoberto em 22 de Fevereiro de 1938 por Yrjö Väisälä.